# Emil Nesseler
Emil Nesseler (* 28. Oktober 1891 in Lauterecken; † 10. Mai 1952 in Ludwigshafen am Rhein) war ein deutscher Lehrer und Heimatforscher. 1942 wurde er erster Stadtarchivar der Stadt Ludwigshafen am Rhein.

## Leben
Nesseler war ein Sohn des Steinbildhauers Johannes Nesseler und dessen Ehefrau Magdalena, geb. Schreck aus Cronenberg. Nach dem Besuch der Volksschule in Lauterecken und der Präparandenschule in Kusel absolvierte er das Lehrerseminar in Speyer und bestand dort 1910 die Abschlussprüfung. Am 1. September 1910 trat er in seiner Heimatgemeinde Lauterecken in den Vorbereitungsdienst ein. 1910/11 wurde er als Aushilfslehrer in Busenberg, Stein, Weingarten (Pfalz) und Esthal verwendet. Am 21. Oktober 1911 wurde er Hilfslehrer in Frankenholz bei Homburg. 1914 wurde er zum Militärdienst eingezogen. Mit dem Königlich Bayerischen 23. Infanterie-Regiment „König Ferdinand der Bulgaren“ wurde er an der Westfront eingesetzt, Anfang Januar 1916 jedoch aus gesundheitlichen Gründen entlassen und zurückgestellt. Er übernahm wieder den Schuldienst in Frankenholz und wurde nach bestandener Anstellungsprüfuing am 1. Mai 1917 zum Schulverweser ernannt. Als Unteroffizier der Reserve rückte er 1918 noch einmal kurzzeitig ein. Nach der Entlassung aus dem Militär wurde er am 1. Oktober 1918 endgültig zum Volksschullehrer ernannt und nach Schönenberg bei Kusel versetzt. Wegen angeblicher Aufwiegelung der Bevölkerung wurde er am 3. Oktober 1923 von den Franzosen aus der besetzten Zone ausgewiesen. Nesseler zog vorübergehend ins rechtsrheinische Bayern und wurde Lehrer an einer Volksschule in Augsburg, wo er sich auch für die Rechte der ausgewiesenenen Pfälzer einsetzte.
Nach seiner Rückkehr in die Pfalz wurde Nesseler auf eigenen Wunsch von seiner bisherigen Dienststelle wegversetzt. Am 1. November 1924 trat er seinen Dienst an der Volksschule in Ludwigshafen-Friesenheim an. Ab 1925 erteilte er nebenbei Deutschunterricht an der Werkschule der Maschinenfabrik Gebr. Sulzer. 1930 unterrichtete er Naturkunde in den Unterrichtskursen der Landespolizei. Am 1. Januar 1930 wurde Nesseler zum Hauptlehrer befördert. Zusätzlich übernahm er 1932 die Leitung aller Knaben- und Mädchenhorte in Ludwigshafen, engagierte sich im Pfälzischen Kreislehrerverein, amtierte 1932/33 als dessen Schriftführer, trat aber im Zuge der Gleichschaltung des Vereins zurück.

### Heimatforscher, Museums- und Archivleiter
Nesselers erste heimatkundliche Arbeiten waren Kartenwerke. Sein "Plan der Stadt Ludwigshafen am Rhein" (1931) wurde im Kleinformat für Haus- und Schulgebrauch und als großformatige Schulwandkarte herausgebracht. Ab 1932 lag er auch dem Einwohnerbuch bei. 1935 erstellte er eine Karte des Höcherberggebiets für den dortigen Verkehrsverein. Anfang der 1930er Jahre unterstützte er seinen Bruder Aloys Nesseler, der Bürgermeister von Mittelbexbach war, beim Aufbau des dortigen Grubenmuseums (1933 eröffnet). Emil Nesseler war auch Hauptverfasser des 1934 veröffentlichten Museumsführers.
Er stand in engem Kontakt zu Bezirksschulrat Karl Kleeberger, dem Schriftleiter der "Heimatblätter für Ludwigshafen am Rhein und Umgebung", für die Nesseler mehrere Aufsätze verfasste. Als Kleeberger sein Amt als Betreuer der "Stadt- und Bezirksgeschichtlichen Sammlungen" aus Altersgründen aufgeben musste, wurde Nesseler sein Nachfolger. Mit dem 1. Juni 1938 wurde er im Nebenamt zum Museumsleiter ernannt. Die Sammlungen bestanden seit 1905 und wurden unter Nesselers Leitung 1939 im ehemaligen Dominikanerinnenkloster an der Rottstraße untergebracht. Die Neueröffnung konnte erst nach Kriegsausbruch erfolgen.
1940 übernahm Nesseler auch die Schriftleitung der "Heimatblätter für Ludwigshafen am Rhein und Umgebung", die allerdings kriegsbedingt mit diesem Jahrgang eingestellt wurden.
Angesichts der zunehmenden Luftangriffe übertrug Oberbürgermeister Erich Stolleis Nesseler die Sicherung der Museums- und Archivbestände der Stadt Ludwigshafen. Das Stadtarchiv war bislang Teil der Registratur. 1941 wurde ein erster Antrag, ihn zum hauptamtlichen Stadtarchivar zu ernennen, von der Aufsichtsbehörde abgelehnt. Am 29. August 1942 wurde er doch noch genehmigt. Nach Entlassung aus dem Schuldienst wurde er am 16. Oktober 1942 unter Berufung in das Beamtenverhältnis auf Lebenszeit zum Archivrat ernannt. In den folgenden Monaten widmete er sich überwiegend der Sicherstellung der Archiv- und Museumsbestände, die teilweise in den Festungskasematten von Germersheim und im Salzbergwerk Kochendorf bei Heilbronn untergebracht wurden. Die für den Dienstbetrieb benötigten Akten des Oberbürgermeisters wurden im Postbunker in Ludwigshafen deponiert. Das Museumsgebäude in der Rottstraße brannte nach einem Luftangriff am 5./6. September 1943 vollständig aus.
Im März 1945 wurde Nesseler aus gesundheitlichen Gründen zu seiner Familie beurlaubt, die bereits vorher nach Lauterecken gezogen war. Obwohl der NS-Bewegung gegenüber zunächst noch distanziert, beantragte Nesseler am 22. Juli 1937 die Aufnahme in die NSDAP und wurde rückwirkend zum 1. Mai desselben Jahres aufgenommen (Mitgliedsnummer 4.653.222). Nach Kriegsende wurde er wegen seiner Parteizugehörigkeit von der Militärregierung entlassen, erhielt aber schließlich die Erlaubnis, wieder als Archivar zu arbeiten. Im Herbst 1945 kehrte er nach Ludwigshafen zurück und übernahm die Notsicherung der Räume in der Rottstraße, die Rückführung des ausgelagerten Guts sowie Wiederaufbau und Erweiterung der stadtgeschichtlichen Sammlungen. Nicht mehr realisiert wurden seine Pläne für den Aufbau eines Chemiemuseums in Ludwigshafen.
Neben seiner amtlichen Tätigkeit war Emil Nesseler ehrenamtlicher Archiv- und Bodendenkmalpfleger für Stadt- und Landkreis Ludwigshafen, erster Vorsitzender der Arbeitsgemeinschaft für Pfälzische Heimatgeschichte sowie Vorstandsmitglied der Pollichia.

## Familie
Verheiratet war Nesseler seit 1916 mit Anna Helene Jäcker, Tochter des Grubensteigers Friedrich Jäcker aus Neunkirchen/Saar. Aus der Ehe hatte er einen Sohn und Tochter. Sein Sohn Friedrich Heinrich Nesseler fiel 1942 als Soldat bei Riga.

## Veröffentlichungen
- Der Hemshof, die Geschichte eines pfälzischen Bauernhofes (Neustadt/Weinstr. 1939)
- Die Rheinschanze als kurpfälzisches Festungswerk (Neustadt/Weinstr. 1940)
- Chronik der Stadt Ludwigshafen a. R. - Ludwigshafen, die Stadt der deutschen Chemie (Berlin 1941)